# Rubén Díez Adán
Rubén Díez Adán (Zaragoza, Aragón, España, 18 de agosto de 1993), conocido deportivamente como Rubén Díez o Jamelli, es un futbolista español que juega como centrocampista en la A. D. Ceuta F. C. de la Primera Federación.

## Trayectoria
Natural de Zaragoza, se formó en la cantera del Club Deportivo Giner Torrero, hasta que en 2012 fichó por el Club Deportivo Valdefierro de la Tercera División, club de un barrio zaragozano. En las siguientes temporadas fue acumulando experiencia en diferentes equipos del grupo aragonés de la misma categoría, como A. D. Almudévar, C. D. Ebro, Deportivo Aragón o Sociedad Deportiva Tarazona.
En verano de 2018 firmó por el C. D. Teruel para jugar en el Grupo III de la Segunda División B, jugando allí durante la primera parte de la temporada 2018-19.
El 21 de enero de 2019 firmó por el C. D. Castellón de la misma categoría por dos temporadas y media. El 6 de marzo de 2020 renovó con el conjunto castellonense hasta 2022. Lograron el ascenso a Segunda División ese mismo año, pudiendo debutar en la categoría en la campaña 2020-21. Tras ese curso fue traspasado al C. D. Tenerife y firmó un contrato de cuatro años de duración.
Tras anotar un único gol en los 30 partidos que jugó con el conjunto insular, en las temporadas 2022-23 y 2023-24 fue cedido al R. C. Deportivo de La Coruña y a la U. D. Ibiza respectivamente. Después de estas dos cesiones, abandonó definitivamente el C. D. Tenerife y fichó por la A. D. Ceuta F. C.

## Clubes
| Club                                  | País   | Año       |
| ------------------------------------- | ------ | --------- |
| C. D. Valdefierro                     | España | 2012-2013 |
| A. D. Almudévar                       | España | 2013-2014 |
| C. D. Ebro                            | España | 2014-2015 |
| Deportivo Aragón                      | España | 2015-2016 |
| S. D. Tarazona                        | España | 2016-2018 |
| C. D. Teruel                          | España | 2018-2019 |
| C. D. Castellón                       | España | 2019-2021 |
| C. D. Tenerife                        | España | 2021-2024 |
| R. C. Deportivo de La Coruña (cedido) | España | 2022-2023 |
| U. D. Ibiza (cedido)                  | España | 2023-2024 |
| A. D. Ceuta F. C.                     | España | 2024-     |